# Nikołaj Janienko
Nikołaj Nikołajewicz Janienko (ros. Николай Николаевич Яненко, ur. 22 maja 1921 w Kaińsku w guberni tomskiej (obecnie Kujbyszew w obwodzie nowosybirskim), zm. 16 stycznia 1984 w Nowosybirsku) – radziecki matematyk, mechanik, akademik Akademii Nauk ZSRR.

## Życiorys
Od 1923 mieszkał w Nowonikołajewsku (obecnie Nowosybirsk), do 1939 skończył 10 klas szkoły ze złotym medalem. Studiował na Wydziale Fizyczno-Matematycznym Tomskiego Uniwersytetu Państwowego, który ukończył w 1942 z wyróżnieniem. Od sierpnia 1942 służył w Armii Czerwonej, od listopada 1942 do maja 1945 uczestniczył w wojnie z Niemcami, pracował w sztabie 1252 pułku piechoty 376 Dywizji Piechoty, walczył na Froncie Wołchowskim, Leningradzkim, 2 i 3 Nadbałtyckim. Brał udział w obronie Leningradu i przełamaniu jego blokady, operacji leningradzko-nowogrodzkiej, walkach w krajach bałtyckich i blokadzie zgrupowania kurlandzkiego przeciwnika. W grudniu 1945 został zwolniony do rezerwy w stopniu porucznika. W lutym 1946 wstąpił na aspiranturę Wydziału Mechaniczno-Matematycznego Moskiewskiego Uniwersytetu Państwowego, w 1949 obronił pracę kandydacką, a w 1954 doktorską. Pracował jako młodszy pracownik naukowy, a następnie starszy pracownik naukowy w Instytucie Geofizycznym Akademii Nauk ZSRR, a od lipca 1953 do października 1955 starszy pracownik naukowy i jednocześnie sekretarz Wydziału Matematyki Stosowanej Instytutu Matematycznego Akademii Nauk ZSRR. Od października 1955 do listopada 1963 kierował Wydziałem Matematycznym Instytutu Naukowo-Badawczego-101 w mieście Czelabińsk-40 (obecnie Oziorsk), następnie kierował laboratorium i wydziałem metod numerycznych mechaniki ciągłej w Centrum Obliczeniowym Syberyjskiego Oddziału Akademii Nauk ZSRR w Nowosybirsku, w 1976 został dyrektorem Instytutu Mechaniki Teoretycznej i Stosowanej Syberyjskiego Oddziału Akademii Nauk ZSRR, którego w 1980 został członkiem Prezydium. Jednocześnie zajmował się działalnością dydaktyczną jako kierownik wydziału Nowosybirskiego Uniwersytetu Państwowego, w 1960 otrzymał tytuł profesora. W 1966 został członkiem korespondentem, a w 1970 akademikiem Akademii Nauk ZSRR. Był autorem i współautorem ponad 350 prac naukowych i 15 monografii.

## Odznaczenia i nagrody
- Medal Sierp i Młot Bohatera Pracy Socjalistycznej (21 maja 1981)
- Order Lenina (21 maja 1981)
- Order Rewolucji Październikowej (19 września 1975)
- Order Czerwonego Sztandaru Pracy (trzykrotnie, 4 stycznia 1954, 11 września 1956 i 31 maja 1971)
- Nagroda Stalinowska III stopnia (1953)
- Nagroda Państwowa ZSRR (1972 i pośmiertnie 1985)
- Order Czerwonej Gwiazdy (12 stycznia 1945)
- Medal za Odwagę (2 czerwca 1944)
- Medal „Za obronę Leningradu” (1944)